# 張照
張照（1691年—1745年），原名默，字得天，號涇南、天瓶居士，江南婁縣人（今屬上海市）人。清朝政治人物、書法家。

## 生平
史稱其“性穎敏，博學多識，精通音律”，康熙四十八年（1709年）中進士，選庶吉士，散館授檢討。康熙五十四年（1715年）入直南書房，官至刑部尚書。张照入貴州指挥征剿，却因“挟私误军兴”，被逮捕下狱，不久释放。乾隆七年（1742年）復官。张照与鄂尔泰的仇怨蓄积既深且久，仲永檀上书弹劾张照“以九卿之尊亲操戏鼓”。张照反擊仲永檀曾将留中疏稿内容泄露给鄂尔泰长子鄂容安，王大臣审得“仲永檀参劾张照一事，实由其座师鄂尔泰指使”。仲永檀下狱，不久病死。仲永檀之死，眾說紛紜，一說仲永檀在狱中被张照下毒所杀。乾隆十年（1745年）正月，奔父喪而卒於途中，享年五十五。追封太子太保、吏部尚書，諡文敏。《清史稿》有傳。

## 著作
張照工書法，初從董其昌，擅長行楷書，精於“館閣體”，曾書范仲淹「岳陽樓記」。吳德旋《初月樓論書隨筆》稱其：“書名最烜赫，其筆力沈鷙，洵足追步香光，而氣韻遠不逮矣。”著有《天瓶齋書畫題跋》、《得天居士集》等書。

## 延伸阅读
[在维基数据编辑]
 《清史稿·卷304》，出自趙爾巽《清史稿》
 在维基共享资源阅览影像